# Zirowberg
Der Zirowberg ist eine 58 Meter hohe Erhebung im Seebad Ahlbeck, einem Ortsteil der Gemeinde Heringsdorf auf der Insel Usedom im Landkreis Vorpommern-Greifswald (Mecklenburg-Vorpommern).

## Beschreibung
Der Zirowberg befindet sich südlich der Gemeinde Ahlbeck und bildet einen Teil der Usedomer Endmoränenlandschaft. Beschilderte Wanderwege führen unter anderem aus Ahlbeck sowie vom Wolgastsee aus der Gemeinde Korswandt auf den Berg, auf dem neben einer überdachten Picknickbank ein hölzerner Aussichtsturm errichtet wurde.

## Geschichte

Postkarte aus den 1920er Jahren

Bereits zu Beginn des 20. Jahrhunderts existierte ein erster hölzerner Aussichtsturm auf dem Zirowberg. Außerdem wurde auf dem Berg ein Restaurant mit angeschlossenem Café betrieben. Die gastronomische Bewirtschaftung auf dem Zirowberg ist auf historischen Ansichts- und Postkarten bis mindestens in die 1930er Jahre nachgewiesen.
In der Gegenwart sind von den historischen Gebäuden keine Spuren mehr zu erkennen.

## Sonstiges
In Ahlbeck ist eine Straße nach dem Zirowberg benannt.
Auf dem Zirowberg befindet sich eine Wasserfassung des Zweckverbands Wasserversorgung und Abwasserbeseitigung Insel Usedom.